# José María Sánchez-Ventura y Pascual
José María Sánchez-Ventura y Pascual (Saragossa, 28 de setembre de 1922 - Madrid, 22 de maig de 2017) fou un jurista i polític espanyol. En el moment de la seva mort hi havia sobre ell una ordre de captura internacional per la firma de les últimes sentències de mort del franquisme.

## Biografia
Fill del polític, jurista i periodista saragossà José María Sánchez-Ventura y Gastón, va estudiar Dret a Saragossa, llicenciant-se el 1943. Guanyà per oposició el 1946 la plaça de sotssecretari lletrat del Banc de Bilbao, fundant 3 anys després la Mutualitat General de Previsió de l'Advocacia, que dirigirà durant 25 anys. El 1953 va ganyar per oposició una plaça de Notari i va ocupar despatx en diverses localitats. Entre 1958 i 1961 va dirigir, a més, el Col·legi Major Universitari «San Pablo» i, entre 1966 i 1970 va ser Delegat del Govern en el Canal de Isabel II de Madrid. El 1967 va ser nomenat President del diari “Informaciones”.
Va ser nomenat, al novembre de 1974, sotssecretari d'Informació i Turisme. Al març següent Franco el va nomenar ministre de Justícia, càrrec que ocupava a la defunció del dictador. En condició de Notari Major del Regne, va autoritzar l'acta que acreditava la mort de Franco el 20 de novembre de 1975, la que declarava la constitució del Consell de Regència, la que donava fe del jurament del Rei Joan Carles I i la que certificava la inhumació de les restes del general Franco en el Valle de los Caídos. Així mateix va assistir donant fe del jurament del Rei davant les Corts pocs dies després. Després de cessar com a ministre el 13 de desembre de 1975, va exercir com a notari a Elx fins a 1980. Des de 1983 fins a 1992 va ser notari de Madrid.